# Jewgenija Petrowna Antipowa
Jewgenija Petrowna Antipowa (russisch Евге́ния Петро́вна Анти́пова; englische Transkription: Evgenia Petrovna Antipova; * 19. Oktober 1917 in Toropez; † 27. Januar 2009 in Sankt Petersburg) war eine sowjetisch-russische Malerin und Kunstlehrerin.

## Biographie
Jewgenija Antipowa wurde 1917 in Toropez in der Oblast Pskow geboren, zog allerdings bereits im Alter von elf Jahren mit ihren Eltern nach Samara. Dort geriet sie erstmals mit der Kunst in Kontakt. 1935 zog sie nach Leningrad, um dort von 1936 bis 1939 an der Srednjaja Chudoschestwennaja Schkola (russisch Ленингра́дская Сре́дняя худо́жественная шко́ла), einer Kunstschule für begabte Kinder und Jugendliche, zu studieren. Diese war in die Russische Kaiserliche Kunstakademie integriert, an der Jewgenija Antipowa ihr Kunststudium 1939 begann. Dort lernte sie unter anderem von Gleb Sawinow und Semjon Abugow. Noch im selben Jahr nahm sie mit einigen ihrer frühen Werke an einer Ausstellung für Nachwuchskünstler in Moskau teil.
Den Zweiten Weltkrieg verbrachte Jewgenija Antipowa während der Leningrader Blockade in ihrer Studienstadt, bis sie 1942 nach Nowosibirsk evakuiert wurde, wo sie ihr Schaffen bis zum Kriegsende fortsetzte und erst im Anschluss nach Leningrad zurückkehrte. 1950 schloss sie ihr Studium mit dem Gemälde „A. Schdanow besucht den Pionierpalast in Leningrad“ ab. Im Anschluss lehrte sie bis 1956 Malerei und Komposition an der Tawritscheskoje chudoschestwenno-pedagogitscheskoje utschilischtsche (russisch Таври́ческое худо́жественно-педагоги́ческое учи́лище), einer weiteren Kunstschule in Leningrad. Während ihrer Zeit dort wurde sie 1953 in die Leningrader Vereinigung Sowjetischer Künstler (russisch Санкт-Петербургский Союз художников) aufgenommen.
Während sich Jewgenija Antipowa in ihrer Jugend- und Studienzeit vermehrt der Landschaftsmalerei und Stillleben widmete, beschäftigte sie sich ab 1960 zunehmend mit Porträts. 1967, 1988, 1999 und 2007 waren Einzelausstellungen von ihr in Leningrad und Sankt Petersburg zu sehen. Heute befinden sich ihre Werke zum Teil in Privatbesitz als auch im Russischen Museum in Sankt Petersburg.
Jewgenija Antipowa war mit Wiktor Teterin (1922–1991) verheiratet, der ebenfalls Maler war.

## VIDEO
- Malerin Jewgenija Petrowna Antipowa (1917-2009)